# Новиковський Володимир Огійович
Володимир Огійович Новиковський (нар. 21 вересня 1931, Житомир) — український живописець і графік; член Спілки художників України з 1960 року. Заслужений художник України з 2002 року.

## Біографія
Народився 21 вересня 1931 року в місті Житомирі (тепер Україна). 1958 року закінчив Київський державний художній інститут. У 1963—1965 роках займався у творчих майстернях Академії мистецтв СРСР. Його навчали Микола Максименко, Михайло Шаронов, Олександр Пащенко, Сергій Єржиковський, Михайло Дерегус, Леонід Чичкан, Іларіон Плещинський, Олександр Данченко, Іван Селіванов, Михайло Іванов.
Жив у Києві в будинку на вулиці Госпітальній № 2, квартира 84, потім у будинку на вулиці Курганівській № 3, квартира 27.

## Творчість
Працює в галузі живопису та станкової графіки, переважно в техніці літографії. Серед робіт:
серії літографій
- «Металурги Придніпров'я» (1957—1958);
- «На українських новобудовах семирічки» (1959—1960);
- «За мотивами Т. Г. Шевченка» (1960);
- «Про людей праці» (1961—1962);
- «Трудівники Чорномор'я» (1961—1965, офорт; 1969—1970, літографії);
- «Кораблебудівники» (1969—1970);
- «Пейзажі України» (1990—2001);
- «Портрети діячів України та Київської Русі» (1988—2001);
- «Цикл історичних битв за Україну» (1998—2001);

Учасник республіканських виставок з 1957 року, всесоюзних з 1958 року, зарубіжних з 1959 року.